# Universidad de las Artes de Yucatán
La Universidad de las Artes de Yucatán (UNAY) es una institución pública de educación superior adscrita a la Secretaría de Investigación, Innovación y Educación Superior (SIIES) del Gobierno del Estado de Yucatán, México. Siendo la única institución en el sureste del país que ofrece licenciaturas y posgrados en arte, la UNAY tiene como objetivo formar profesionistas, creadores, ejecutantes, críticos, investigadores, docentes especializados, promotores y administradores culturales en artes escénicas, visuales, música y todas aquellas disciplinas relacionadas con la actividad artística.
De igual forma, al ser una institución gubernamental, la UNAY tiene la responsabilidad social de diseñar programas de extensión cultural orientados a la comunidad artística y público en general, asesorar en materia de arte y cultura a los organismos públicos y privados que lo requieran y, finalmente, realizar investigación y difusión en las áreas de su competencia.
Actualmente, ofrece licenciaturas en docencia de la danza clásica, danza contemporánea, teatro, artes musicales, artes visuales y las maestrías en arte, dirección de escena y en artes musicales, así como un programa de educación continua.

## Instalaciones
El edificio central de la Universidad de las Artes de Yucatán se encuentra en los terrenos de la antigua Estación de Ferrocarriles, ubicada en la colonia Industrial de Mérida, Yucatán, asentada a lo largo de 3 mil 254.20 metros cuadrados con una superficie edificada de 4 mil 234 metros cuadrados; según la Enciclopedia Yucatanense, su construcción se realizó entre los años 1913 y 1917, aunque fue inaugurada hasta el 15 de septiembre de 1920. La importancia histórica del inmueble, así como el papel relevante del ferrocarril en Yucatán, propiciaron que el proyecto arquitectónico y de restauración respetara los sistemas constructivos originales como muros, pisos, columnas, trabes, losas y carpintería, conservando el valor artístico de su edificación y recuperando su fisonomía original.

## Oferta educativa
- Técnico Superior Universitario en Música.
- Licenciatura en Teatro.
- Licenciatura en Artes Musicales.
- Licenciatura en Artes Visuales.
- Licenciatura en Educación Artística (inactiva).
- Licenciatura en Docencia de la Danza Clásica.
- Licenciatura en Danza Contemporánea.
- Licenciatura en Cine.
- Maestría en Producción y Enseñanza de Artes Visuales (inactiva).
- Maestría en Dirección de Escena.
- Maestría en Artes Musicales.
- Maestría en Arte.

## Investigación
La dirección de investigación es un área académica de la Escuela Superior de Artes de Yucatán enfocada en la solución de problemas asociados al arte atendiendo a los programas estatales de investigación e innovación. Con base en una cultura de redes promueve recursos y servicios de información, impulsa la generación y distribución de conocimiento, el desarrollo técnico y creativo así como la formación de profesionistas del arte con alta conciencia crítica y social. 
Desde 2019 la dirección de investigación concentra las funciones de los anteriores tres centros de investigación: el Centro Regional de Investigación, Documentación y Difusión Musicales “Gerónimo Baqueiro Fóster” (CRIDDM), el Centro de Investigaciones Escénicas de Yucatán (CINEY) y el Centro de Investigación en Artes Visuales (CINAV).

## Profesores
[cita requerida]
- Vanessa Rivero Molina
- Álvaro Vega Díaz
- Dulce María Rodríguez
- Xhaíl Espadas Ancona
- Miguel Ángel Canto
- Nancy Lujano
- Ligia Barahona Castro
- Mónica Castillo
- Javier Álvarez
- Raquel Araujo
- Juan de Dios Rath
- Karla Marrufo
- Alberto Álvarez Iñiguez
- José Ramón Enríquez
- Alejandro Fitzmaurice Cahluni
- Diego Cano Silveira
- Guido Arcella
- Edgar Boffil Villacis
- Yussef Ríos Dib
- Juan Carlos Cervera Osorio
- Sergio Morales Navarro
- Yohualli Ehecatl Rosas Pineda
- Irina Todorova Decheva
- Juan José Tzab Sánchez
- María Elí Sosa Cáceres
- María Eugenia Guerrero Rada
- Stanislav Grubnik
- Timothy Lee Myall
- Veselin Dechev
- Ligia Aguilar Cáceres
- Bryant Caballero Cano
- Tomás Ceballos
- Óscar Urrutia Lazo
- Sebastián Liera
- Abraham Guerrero Escobar
- Byrt Wammack Weber
- Gerda Gruber
- Mina Bárcenas Jiménez
- Igor Froylan Solís Pedro
- Lourdes Paloma Menéndez Granados
- Manuel Taure García
- Tatiana Zugazagoitia
- Paulina Aroch Fugellie
- Alma Dea Cerdá Michel
- Pamela Canto Febles
- Leticia Fernández

## Alumnos destacados
- Eugenio Encarnación
- José Fernández Levy
- Lizzie Arias
- Kevin Llanes
- Ulises Vargas
- Katenka Ángeles
- Addy Teyer Pérez
- Ángel Fuentes Balam
- José Elías Puc Sánchez
- Socorro Loeza Flores
- María Teresa Novelo Pavía
- Abril Góngora Almeida
- María del Carmen Correa Beltrán
- Oso Sánchez Cano
- Yohualli Ehecatl Rosas Pineda